# Maison des travailleurs de Jyväskylä
La Maison des travailleurs de Jyväskylä (finnois : Jyväskylän Työväentalo) est un bâtiment situé à Jyväskylä en Finlande.

## Histoire
Conçue par Alvar Aalto, le bâtiment est construit en 1925.